# Хесус Силва Гонзалес
Хесус Силва Гонзалез (Оренсе, 1962), познатији као кловн Сусо, шпански је циркуски уметник.

## Биографија
Студирао је Факултет примењених уметности у Бенпости. Касније је дипломирао на Институту за театар у Барселони, специјализованом за пантомиму.
Започео је своју уметничку каријеру као комичар и пантомимичар, да би 1986. године, заједно са својом браћом створио је компанију Ос Пакарос, спајајући циркус и позориште у струју која се звала нови циркус. Од 1994. године постаје је део главних шпанских и европских циркуса.
Године 2003. године освојио је Националну награду за циркус, награду Министарства просвете Шпаније.